# Infocus
Компания InFocus Corportion — частная американская компания, расположенная в городе Тигарде, штат Орегон. Основанная в 1986 году, компания производит DLP и LCD проекторы, а также крупногабаритные интерактивные системы с сенсорными экранами, сенсорные дисплеи, планшеты, смартфоны, оборудование для видеоконференцсвязи (ВКС), предлагает услуги по ВКС. В прошлом публичная компания, акции которой входили в листинг NASDAQ, в 2009 год InFocus была куплена компанией Image Holding Corp. и сейчас является её дочерней компанией со 100 % частным капиталом. Штаб-квартира находится в городе Тигарде, штат Орегон.
InFocus является владельцем бренда ASK Proxima — ранее компания выпускала продукцию под торговыми марками ASK, Proxima и InFocus Screen Play.

## История
InFocus была образована в 1986 году Стивом Хиксом и Полом Гуликом. Вместе с Planar Systems и Clarity Visual Systems она входит в тройку компаний на рынке компьютерных дисплеев, основанной выходцами из Textronix. В 2002 году компания переехала в новую штаб-квартиру в городе Вилсвиль, штат Орегон. На тот момент штат компании составлял 1200 человек.
В середине 2005 года InFocus приобрела компанию TUN (The University Network), которая занималась рекламой цифрового медиа и плоских телевизоров для колледжей и в 2006 году продала её Submedia LLC. Позднее компания была выставлена на публичные торги на бирже NASDAQ как INFS. 28 мая 2008 года была куплена Image Holding Corporation во главе с Джоном Хуи, стоимость сделки составила $39 млн. В октябре 2009 компания объявила, что в декабре 2009 она переезжает в город Тигард, штат Орегон, так как её штаб-квартира оказалась слишком большой для сравнительно малочисленного штата сотрудников. На момент переезда персонал сократился до 110 человек и занимал чуть более половины офиса. К 2012 году штат компании претерпел дальнейшее сокращение и насчитывал только 90 человек, а доходы составляли $150 млн. К 2014 году в InFocus было 120 сотрудников, и компания вошла в одну из 25 крупнейших компаний Орегона с технологиями, разработанными в пределах штата.

## Продукция
Компания InFocus производит широкий спектр продукции, предназначенный для различных областей применения — образования, бизнеса, государственных корпораций, домашних пользователей. Основным направлением деятельности компании является производство проекторов. В ассортименте представлены модели всех основных категорий: ультрапортативные, короткофокусные, интерактивные, для офиса и образования, для крупных мероприятий, для домашнего кинотеатра — от начального уровня до сложных профессиональных со сменной оптикой. Проекторы InFocus выпускаются с яркостью до 8300 ANSI лм и разрешением до WUXGA.
В последнее время, в свете самых актуальных современных тенденций, в её ассортимент также вошли устройства формата Collaboration Technology: крупногабаритные интерактивные системы Mondopad, компьютеры с сенсорным экраном BigTouch, сенсорные дисплеи JTouch, системы для видеоконференций MVP100, а также планшеты QTablet, аксессуарика, периферийное оборудование и ПО для цифровых подписей и видеозвонков. С 2013 года InFocus участвует в совместном проекте с тайваньской компанией FIH Mobile LTd по производству смартфонов под собственной маркой InFocus.